# Javier Barba
Javier Barba (* 30. März 1943 in Juanacatlán, Jalisco), mit vollem Namen Javier Barba Cortés, ist ein ehemaliger mexikanischer Fußballspieler, der meistens im offensiven Mittelfeld und gelegentlich im Angriff eingesetzt wurde. Weil auch seine Brüder Carlos, Leonardo, Leopoldo und Salvador Fußballprofis waren, ist die Familie mit fünf Vertretern zugleich Rekordhalter im mexikanischen Profifußball.

## Leben
Javier Barba ging aus dem Nachwuchsbereich des Club Deportivo Guadalajara hervor, bei dem er 1962 seinen ersten Profivertrag erhielt und auf Anhieb zum Stammspieler seiner Mannschaft avancierte.
So bestritt er zwischen 1962 und 1964 dreimal in Folge das mexikanische Supercupfinale und erzielte in diesen Spielen sogar zwei Tore: 1963 das einzige Tor seiner Mannschaft bei der 1:3-Niederlage gegen den Stadtrivalen Club Deportivo Oro und 1964 die wichtige 1:0-Führung beim 2:0-Sieg gegen den Erzrivalen América. Außerdem war Barba bei den letzten beiden Meistertiteln aus der Epoche des Campeonísimo in den Spielzeiten 1963/64 und 1964/65 aktiv beteiligt.
1969 wechselte Barba zum ein Jahr zuvor in die Primera División aufgestiegenen Club de Fútbol Laguna, bei dem er seine aktive Laufbahn vermutlich 1972 ausklingen ließ.

## Erfolge
- Mexikanischer Meister: 1963/64, 1964/65
- Mexikanischer Pokalsieger: 1963
- Mexikanischer Supercup: 1964, 1965
- CONCACAF Champions’ Cup: 1962